# Eleccions legislatives turques de 1950
Les eleccions legislatives turques de 1950 se celebraren el 24 de maig de 1950 per a escollit els 487 diputats de la Gran Assemblea Nacional de Turquia. El Partit Demòcrata va guanyar per una majoria aclaparadora i el seu cap Celâl Bayar fou nomenat primer ministre de Turquia.

## Resultats
Resultats de les eleccions a l'Assemblea de Turquia de 24 de maig de 1950.
| Partits                                              | Vots      | Vots   | Vots | Escons | Escons |
| Partits                                              | No.       | %      | +− % | No.    | +−     |
| ---------------------------------------------------- | --------- | ------ | ---- | ------ | ------ |
| Partit Demòcrata (Demokrat Partisi)                  | 4.241.393 | 52,68  |      | 408    |        |
| Partit Republicà del Poble (Cumhuriyet Halk Partisi) | 3.176.561 | 39,45  |      | 69     |        |
| Partit de la Nació (Millet Partisi)                  | 250.414   | 3,11   |      | 1      |        |
| Independents                                         | 383.282   | 4,76   |      | 9      |        |
| Vots vàlids                                          | 8.051.650 | 100.00 |      | 487    |        |
| Vots nuls                                            |           |        |      |        |        |
| Electorat                                            |           |        |      |        |        |
| Participació                                         |           |        |      |        |        |
| - Fonts:                                             |           |        |      |        |        |